# Keeping Up with the Kardashians
Keeping Up with the Kardashians (tên viết tắt: KUWTK, tạm dịch: Theo chân nhà Kardashian) là chương trình truyền hình thực tế tập trung vào cuộc sống xã hội và đời tư của gia đình nhà Kardashian – Jenner, chương trình do Hoa Kỳ sản xuất và được phát sóng trên kênh truyền hình cáp E!.
Giám đốc sản xuất của chương trình là MC Ryan Seacrest. Tập đầu tiên của mùa thứ nhất lên sóng vào ngày 14 tháng 10 năm 2007, đến nay chương trình đã trở thành một trong những sê-ri truyền hình thực tế lâu đời nhất nước Mỹ.
Ngày 8 tháng 9, 2020, nhà sản xuất công bố trên mạng Instagram rằng chương trình sẽ kết thúc vào năm 2021, sau 20 mùa chiếu.
Tổng quan, chương trình xoay quanh cuộc sống của ba chị em ruột Kourtney, Kim và Khloé Kardashian, cùng với hai người em cùng mẹ khác cha là Kendall và Kylie Jenner. Các nhân vật khác gồm có Kris (mẹ), Caitlyn Jenner (cha) và em trai Rob Kardashian. Tuyến nhân vật phụ gồm có Scott Disick (bạn trai cũ Kourtney), Kris Humphries (chồng cũ Kim), Kanye West (chồng hiện tại của Kim), Lamar Odom (chồng cũ Khloé), French Montana và Tristan Thompson (bạn trai cũ Khloé), Adrienne Bailon (bạn gái cũ Rob), Blac Chyna (vợ cũ Rob). Jonathan Cheban (bạn Kim) và Malika Haqq (bạn Khloé) cũng thường xuyên góp mặt trong sê-ri.

## Tổng quan
| Mùa | Mùa | Số tập | Số tập | Phát sóng gốc        | Phát sóng gốc        |
| Mùa | Mùa | Số tập | Số tập | Phát sóng lần đầu    | Phát sóng lần cuối   |
| --- | --- | ------ | ------ | -------------------- | -------------------- |
|     | 1   | 8      | 8      | 14 tháng 10 năm 2007 | 2 tháng 12 năm 2007  |
|     | 2   | 11     | 11     | 9 tháng 3 năm 2008   | 26 tháng 5 năm 2008  |
|     | 3   | 12     | 12     | 8 tháng 3 năm 2009   | 25 tháng 5 năm 2009  |
|     | 4   | 11     | 11     | 8 tháng 11 năm 2009  | 21 tháng 2 năm 2010  |
|     | 5   | 12     | 12     | 22 tháng 8 năm 2010  | 20 tháng 12 năm 2010 |
|     | 6   | 16     | 16     | 12 tháng 6 năm 2011  | 19 tháng 12 năm 2011 |
|     | 7   | 19     | 19     | 20 tháng 5 năm 2012  | 28 tháng 10 năm 2012 |
|     | 8   | 21     | 21     | 2 tháng 6 năm 2013   | 1 tháng 12 năm 2013  |
|     | 9   | 20     | 20     | 19 tháng 1 năm 2014  | 1 tháng 9 năm 2014   |
|     | 10  | 17     | 17     | 15 tháng 3 năm 2015  | 11 tháng 10 năm 2015 |
|     | 11  | 13     | 13     | 15 tháng 11 năm 2015 | 21 tháng 2 năm 2016  |
|     | 12  | 21     | 21     | 1 tháng 5 năm 2016   | 20 tháng 11 năm 2016 |
|     | 13  | 14     | 14     | 12 tháng 3 năm 2017  | 11 tháng 6 năm 2017  |
|     | 14  | 19     | 19     | 1 tháng 10 năm 2017  | 4 tháng 3 năm 2018   |
|     | 15  | 16     | 16     | 5 tháng 8 năm 2018   | 9 tháng 12 năm 2018  |
|     | 16  | 18     | 18     | 31 tháng 3 năm 2019  | 30 tháng 6 năm 2019  |
|     | 17  | 12     | 12     | 8 tháng 9 năm 2019   | 15 tháng 12 năm 2019 |
|     | 18  | 6      | 6      | 26 tháng 3 năm 2020  | 30 tháng 4 năm 2020  |
|     | 19  | 8      | 8      | 17 tháng 9 năm 2020  | 12 tháng 11 năm 2021 |
|     | 20  | 12     | 12     | 18 tháng 3 năm 2021  | 10 tháng 6 năm 2021  |

## Dàn nhân vật
| Tên                 | Mùa   | Mùa   | Mùa   | Mùa   | Mùa   | Mùa   | Mùa   | Mùa   | Mùa   | Mùa   | Mùa   | Mùa   | Mùa   | Mùa   | Mùa   | Mùa       | Mùa       | Mùa       | Mùa   |
| Tên                 | 1     | 2     | 3     | 4     | 5     | 6     | 7     | 8     | 9     | 10    | 11    | 12    | 13    | 14    | 15    | 16        | 17        | 18        | 19    |
| ------------------- | ----- | ----- | ----- | ----- | ----- | ----- | ----- | ----- | ----- | ----- | ----- | ----- | ----- | ----- | ----- | --------- | --------- | --------- | ----- |
| Kim Kardashian West | Chính | Chính | Chính | Chính | Chính | Chính | Chính | Chính | Chính | Chính | Chính | Chính | Chính | Chính | Chính | Chính     | Chính     | Chính     | Chính |
| Kourtney Kardashian | Chính | Chính | Chính | Chính | Chính | Chính | Chính | Chính | Chính | Chính | Chính | Chính | Chính | Chính | Chính | Chính     | Chính     | Chính     | Chính |
| Khloé Kardashian    | Chính | Chính | Chính | Chính | Chính | Chính | Chính | Chính | Chính | Chính | Chính | Chính | Chính | Chính | Chính | Chính     | Chính     | Chính     | Chính |
| Kris Jenner         | Chính | Chính | Chính | Chính | Chính | Chính | Chính | Chính | Chính | Chính | Chính | Chính | Chính | Chính | Chính | Chính     | Chính     | Chính     | Chính |
| Kendall Jenner      | Chính | Chính | Chính | Chính | Chính | Chính | Chính | Chính | Chính | Chính | Chính | Chính | Chính | Chính | Chính | Chính     | Chính     | Chính     | Chính |
| Kylie Jenner        | Chính | Chính | Chính | Chính | Chính | Chính | Chính | Chính | Chính | Chính | Chính | Chính | Chính | Chính | Chính | Chính     | Chính     | Chính     | Chính |
| Scott Disick        | Chính | Chính | Chính | Chính | Chính | Chính | Chính | Chính | Chính | Chính | Chính | Chính | Chính | Chính | Chính | Chính     | Chính     | Chính     | Chính |
| Rob Kardashian      | Chính | Chính | Chính | Chính | Chính | Chính | Chính | Chính | Chính | Chính | Chính | Chính | Chính |       |       | Khách mời | Khách mời | Khách mời |       |
| Caitlyn Jenner      | Chính | Chính | Chính | Chính | Chính | Chính | Chính | Chính | Chính | Chính | Chính | Chính | Chính |       |       |           |           |           |       |

## Giải thưởng

Logo chương trình từ mùa 11 đến 15

| Năm  | Lễ trao giải           | Hạng mục                               | Ứng cử viên                     | Kết quả   | Chú thích |
| ---- | ---------------------- | -------------------------------------- | ------------------------------- | --------- | --------- |
| 2008 | Teen Choice Awards     | Choice TV: Celebrity Reality Show      | Keeping Up with the Kardashians | Đề cử     | [ 4 ]     |
| 2008 | Teen Choice Awards     | Choice TV Reality/Variety Star: Female | Kim Kardashian                  | Đề cử     | [ 4 ]     |
| 2009 | Teen Choice Awards     | Choice TV: Reality Show                | Keeping Up with the Kardashians | Đề cử     | [ 5 ]     |
| 2009 | Teen Choice Awards     | Choice TV Reality/Variety Star: Female | Kim Kardashian                  | Đề cử     | [ 5 ]     |
| 2010 | Teen Choice Awards     | Choice TV: Reality Show                | Keeping Up with the Kardashians | Đoạt giải | [ 6 ]     |
| 2010 | Teen Choice Awards     | Choice TV Reality/Variety Star: Female | Chị em nhà Kardashian           | Đoạt giải | [ 6 ]     |
| 2010 | Teen Choice Awards     | Choice TV: Parental Unit               | Kris Jenner và Caitlyn Jenner   | Đề cử     | [ 6 ]     |
| 2011 | Teen Choice Awards     | Choice Summer TV Show                  | Keeping Up with the Kardashians | Đề cử     | [ 7 ]     |
| 2011 | Teen Choice Awards     | Choice TV Reality/Variety Star: Female | Chị em nhà Kardashian           | Đoạt giải | [ 7 ]     |
| 2011 | People's Choice Awards | Favorite TV Guilty Pleasure            | Keeping Up with the Kardashians | Đoạt giải | [ 8 ]     |
| 2012 | Teen Choice Awards     | Choice TV: Reality Show                | Keeping Up with the Kardashians | Đề cử     | [ 9 ]     |
| 2012 | Teen Choice Awards     | Choice TV Reality/Variety Star: Female | Chị em nhà Kardashian           | Đoạt giải | [ 9 ]     |
| 2012 | People's Choice Awards | Favorite TV Celebreality Star          | Kim Kardashian                  | Đoạt giải | [ 10 ]    |
| 2013 | Teen Choice Awards     | Choice TV: Reality Show                | Keeping Up with the Kardashians | Đoạt giải | [ 11 ]    |
| 2013 | Teen Choice Awards     | Choice TV Reality/Variety Star: Female | Chị em nhà Kardashian           | Đoạt giải | [ 11 ]    |
| 2014 | Teen Choice Awards     | Choice TV: Reality Show                | Keeping Up with the Kardashians | Đoạt giải | [ 12 ]    |
| 2014 | Teen Choice Awards     | Choice TV Reality/Variety Star: Female | Chị em nhà Kardashian           | Đề cử     | [ 12 ]    |
| 2015 | Teen Choice Awards     | Choice TV: Reality Show                | Keeping Up with the Kardashians | Đề cử     | [ 13 ]    |
| 2016 | Teen Choice Awards     | Choice TV: Reality Show                | Keeping Up with the Kardashians | Đoạt giải | [ 14 ]    |

## Tìm hiểu thêm
- Halperin, Ian (2016). Kardashian Dynasty: The Controversial Rise of America's Royal Family. Gallery Books. ISBN 1-5011-2888-4.
- Jenner, Kris (2012). Kris Jenner ... and All Things Kardashian. Gallery Books/Karen Hunter Publishing. ISBN 1-4516-4697-6.
- Kardashian, Kim; Kardashian, Kourtney; Kardashian, Khloé (2010). Kardashian Konfidential. St. Martin's Press. ISBN 0-312-62807-2.
- Scheiner McClain, Amanda (2013). Keeping Up the Kardashian Brand: Celebrity, Materialism, and Sexuality. Lexington Books. ISBN 0-7391-7715-X.